# Вишка флотила морнарице НОВЈ
Вишка флотила морнарице НОВЈ формирана је почетком октобра 1943. од једног патролног чамца наоружаног митраљезом 8мм. Успостављањем IV поморског обалског сектора (ПОС) ушла је у његов састав. Половином децембра 1943. наоружан је још један патролни чамац. Реорганизацијом IV ПОС од 20. јануара 1944. Вишкој флотили је додељено 5 патролних чамаца из других флотила. Због важности Виса флотила је 15. марта поновно ојачана и располаже са 12 патролних чамаца и 2 барке. У међувремену, потопљен је грешком од савезничких бродова ПЧ 59—Лапад а од непријатељских авиона ПЧ 70-Мандина. После неколико измена у саставу, половином маја 1944. флотила је располагала са: патролним чамцима ПЧ 41-Напредак, ПЧ 42, ПЧ 53-Зора, ПЧ 55–Партизан II, ПЧ 56-Партизан III, ПЧ 57-Пилoтина, ПЧ 63—Донец, ПЧ 65–Св. Никола, ПЧ 69-Вал, ПЧ 75-1, ПЧ 76, ПЧ 75—Мари и баркасама Б-1, Б—2 и Б-4. Укупно бројно стање флотиле било је 62 човека. Патролни чамци су патролирали сваке ноћи око Виса у сектору од рта Барјаци, на западу, до оточића Гребена, на истоку. Осим тога, одржавали су везу и превозили рањенике, збег, курире, јединице и ратни материјал по целом акваторију IV ПОС, посебно на релацији Вис—Корнати. Почетком августа Вишка флотила је вршила патролну службу у сектору од увале Рогачић на северу до рта Поливало на југу острва. Наредбом Штаба IV ПОС од 30. септембра 1944. Вишка флотила је расформирана, а њени патролни чамци и барке ушли су у новоформиране флотиле IV ПОС: 4 у I флотилу, 3 у II флотилу и 5 у Помоћну.